# Воронков, Василий Ефимович
Василий Ефимович Воронко́в (1899—1976) — советский конструктор оружия. Лауреат Сталинской премии первой степени.

## Биография
Родился в 1899 году в деревне Семенигино (ныне Камешковский район, Владимирская область), в бедной крестьянской семье. Окончил три класса сельской школы. В 1912—1919 годах работал на ткацкой фабрике «Торгового дома О. Кочеткова и А. Спиридонова» (позже называлась фабрика имени В. Володарского) в селе Вахромеево: слесарь-смазчик, кочегар, молотобоец, электрик. В 1919 году переехал в Ковров и поступил на оружейно-пулемётный завод. Вскоре был призван в РККА, где служил до 1922 года. После демобилизации вернулся на завод и работал там до ухода на пенсию в 1960 году: слесарь, мастер опытной мастерской, конструктор-изобретатель (1942), старший инженер (1946), инженер-исследователь (1954). После реорганизации завода перешёл на проектирование мототранспортных средств. Автор конструкции трёхколесного грузового мотоцикла (1958). В 1943 году, совместно с П.М. Горюновым и М.М. Горюновым, разработал станковый пулемёт системы Горюнова образца 1943 года (СГ-43), который был принят на вооружение Красной армии и получил широкое применение на фронте. За создание этого пулемёта Воронков был награждён Сталинской премией первой степени. Кроме того, он был удостоен ордена Трудового Красного Знамени и других наград. В 1958 году он стал автором конструкции трёхколесного грузового мотоцикла. Василий Ефимович Воронков скончался в 1976 году. Его могила расположена на Старом кладбище в Коврове, Владимирская область.

## Награды и премии
- Сталинская премия первой степени (1946) — за создание станкового пулемёта, получившего широкое применение на фронте (совместно с Горюновым П. М., Горюновым М. М., Дегтярёвым В. А.);[3]
- Орден Трудового Красного Знамени;
- Медали.